# Ngành nghề kinh doanh
Ngành nghề kinh doanh (Line of business/LOB) là một thuật ngữ chung dùng để chỉ một sản phẩm hoặc một tập hợp nhóm các sản phẩm liên quan phục vụ cho một giao dịch khách hàng cụ thể hoặc đáp ứng nhu cầu kinh doanh, thương mại. Ngành nghề kinh doanh chính là lĩnh vực, mảng hoặc nhóm hoạt động mà một doanh nghiệp hoặc tổ chức tham gia nhằm sản xuất, cung cấp sản phẩm, dịch vụ hoặc giải pháp cho khách hàng. Ngành nghề kinh doanh giúp xác định rõ đối tượng khách hàng mà doanh nghiệp hướng đến, sản phẩm, dịch vụ do doanh nghiệp cung cấp, cũng như các hoạt động mà doanh nghiệp thực hiện để tạo ra giá trị. Ngành nghề kinh doanh được phân loại theo tính chất gồm những ngành nghề kinh doanh bị cấm kinh doanh, ngành nghề kinh doanh có điều kiện và các ngành nghề tự do kinh doanh. Ngành nghề kinh doanh sẽ được tiêu chuẩn hóa hoặc luật hóa thành các mã ngành kinh doanh để các doanh nghiệp, hộ kinh doanh thực hiện việc đăng ký kinh doanh với cơ quan quản lý hoặc các hiệp hội chuyên ngành. Mã ngành nghề kinh doanh là một chuỗi ký tự, số hoặc mã định danh dùng để phân loại các hoạt động kinh tế, sản xuất, kinh doanh của các doanh nghiệp, hộ kinh doanh, tổ chức. Mỗi mã ngành sẽ ứng với một lĩnh vực kinh doanh cụ thể để phân loại và quản lý doanh nghiệp dựa trên loại hình hoạt động đã đăng ký.

## Đại cương
"Ngành nghề kinh doanh" thường dùng để chỉ một đơn vị kinh doanh nội bộ của công ty (chỉ về chuyên môn, chức năng, nhiệm vụ), trong khi thuật ngữ "ngành công nghiệp" dùng để chỉ quan điểm bên ngoài bao gồm tất cả các đối thủ cạnh tranh đang cạnh tranh trên một thị trường tương tự. Trong một số ngành công nghiệp, như bảo hiểm thì "ngành nghề kinh doanh" cũng có định nghĩa về mặt quy định và kế toán để đáp ứng một bộ hợp đồng bảo hiểm theo luật định. Nó có thể hoặc không phải là một đơn vị kinh doanh có liên quan về mặt chiến lược. Một ngành kinh doanh thường sẽ xem xét vị thế của mình trong một ngành bằng cách sử dụng phân tích năm lực lượng của Porter (hoặc phương pháp phân tích ngành khác) và thông tin ngành có liên quan khác. Trong bối cảnh của máy tính thì thuật ngữ "ứng dụng kinh doanh" là một trong những ứng dụng máy tính quan trọng được coi là thiết yếu để điều hành một doanh nghiệp, chẵng hạn như mệnh đề quản trị đã trở thành chủ đề nóng trong Kiến trúc hướng dịch vụ (SOA) trong năm qua. Khi việc sử dụng SOA của các công ty trở nên thực tế, rộng rãi và là ngành kinh doanh, yêu cầu đảm bảo rằng các hệ thống được quản trị đúng cách đã trở thành mối quan tâm hàng đầu đối với những người áp dụng SOA. Mobile LOB đề cập đến phần mềm ứng dụng LOB chạy trên máy tính di động hoặc Trợ lý kỹ thuật số cá nhân (PDA) - thường là máy tính chắc chắn để sử dụng tại hiện trường nhằm xử lý giao dịch tại địa điểm của khách hàng với mức sử dụng giấy tờ tối thiểu.
Ở Việt Nam, theo quy định Chính phủ thì khi đăng ký thành lập doanh nghiệp, khi thông báo bổ sung, thay đổi ngành, nghề kinh doanh hoặc khi đề nghị cấp đổi sang Giấy chứng nhận đăng ký doanh nghiệp, người thành lập doanh nghiệp hoặc doanh nghiệp ghi ngành, nghề kinh doanh trong Giấy đề nghị đăng ký doanh nghiệp, thông báo thay đổi nội dung đăng ký doanh nghiệp hoặc giấy đề nghị cấp đổi sang Giấy chứng nhận đăng ký doanh nghiệp. Cơ quan đăng ký kinh doanh hướng dẫn, đối chiếu và ghi nhận ngành, nghề kinh doanh của doanh nghiệp vào Cơ sở dữ liệu quốc gia về đăng ký doanh nghiệp. Doanh nghiệp phải thông báo thay đổi ngành, nghề kinh doanh với cơ quan đăng ký kinh doanh trong thời hạn 10 ngày kể từ ngày có sự thay đổi. Khi đăng ký thành lập doanh nghiệp, khi thông báo bổ sung, thay đổi ngành, nghề kinh doanh hoặc khi đề nghị cấp đổi sang Giấy chứng nhận đăng ký doanh nghiệp, người thành lập doanh nghiệp hoặc doanh nghiệp lựa chọn ngành kinh tế cấp bốn trong Hệ thống ngành kinh tế của Việt Nam để ghi ngành, nghề kinh doanh trong Giấy đề nghị đăng ký doanh nghiệp, Thông báo thay đổi nội dung đăng ký doanh nghiệp hoặc giấy đề nghị cấp đổi sang Giấy chứng nhận đăng ký doanh nghiệp. Mã ngành nghề kinh doanh có cấu trúc phân cấp, từ mã ngành tổng quát cho đến các ngành nghề cụ thể hơn. Cấu trúc này giúp việc phân loại và quản lý ngành nghề trở nên rõ ràng và dễ dàng hơn.
- Mã ngành cấp 1: Đây là các nhóm ngành rộng lớn, bao gồm các lĩnh vực lớn như nông nghiệp, xây dựng, thương mại, công nghiệp, dịch vụ.
- Mã ngành cấp 2: Mã ngành này chia nhỏ các ngành lớn thành các nhóm ngành cụ thể hơn như trong lĩnh vực xây dựng, có thể phân chia thành xây dựng nhà ở, xây dựng công trình kỹ thuật dân dụng, xây dựng cầu đường.
- Mã ngành cấp 3 và 4: Là các mã ngành chi tiết, dùng để chỉ các loại hình kinh doanh cụ thể trong mỗi nhóm ngành. Mã ngành cấp 3 và 4 giúp xác định cụ thể hoạt động của doanh nghiệp trong từng lĩnh vực rất cụ thể.